# Гилевич, Феликс Ильич
Фе́ликс Ильи́ч Гиле́вич (27 февраля 1936, Киев, Украина — 26 июня 1992, там же) — советский актёр и оператор-постановщик кино.
Скончался 26 июля 1992 года в Киеве. Похоронен на Байковом кладбище (участок № 49).

## Фильмография

### Актёр
- 1974 — Рождённая революцией (5-я серия — «Шесть дней…») — «Длинный» (Станислав Чеботарёв)
- 1978 — Короли и капуста — скрипач

### Оператор
- 1969 — Мистерия-Буфф
- 1970 — Сеспель
- 1971 — Зозуля с дипломом
- 1972 — Гонщики
- 1972 — Тайник у Красных камней
- 1973 — Заячий заповедник
- 1974 —1977 — Рождённая революцией
- 1977 — Приглашение к танцу
- 1978 — Короли и капуста
- 1980 — Копилка
- 1981 — Ярослав Мудрый
- 1983 — Карастояновы
- 1983 — Ускорение
- 1984 — Рассмешите клоуна
- 1985 — Кармелюк
- 1988 — Любовь к ближнему
- 1988 — Остров сокровищ
- 1988 — Узник замка Иф
- 1989 — Искусство жить в Одессе
- 1990 — Попугай, говорящий на идиш
- 1991 — Оберег
- 1992 — Ошибка профессора Буггенсберга (не был завершён)